# Maestro di Campodonico
Maestro di Campodonico (XIV secolo – XIV o XV secolo) è stato un pittore italiano anonimo, conosciuto anche come Maestro di S. Biagio in Caprile.

## Biografia
Il Maestro di Campodonico, attivo nelle Marche intorno alla metà del 1300, fu un interprete della lezione giottesca e si distinse per originalità del linguaggio figurativo, tanto da suscitare l'interesse dei maggiori studiosi italiani, come Luigi Serra, che lo ha definito “la più alta espressione della tradizione giottesca in ambito marchigiano”.
Artista poco conosciuto attivo intorno alla metà del '300 nell’Abbazia fabrianese di San Biagio in Caprile - localizzata a Campodonico -, e in quella non distante di Santa Maria d’Appennino, oltre che nella chiesa di Santa Maria Maddalena a Fabriano. Insieme al Maestro di Sant'Emiliano pose le basi per quella che è usualmente definita “la scuola fabrianese”, che troverà poi in Allegretto Nuzi una figura di riferimento attorno alla quale si svilupperà una vera e propria bottega di artisti.
Tra gli affreschi più noti del Maestro ci sono la monumentale Crocifissione e la nicchia contenente l'Annunciazione e la Flagellazione. In particolar modo la Crocifissione doveva dominare la lunga e stretta navata dell'abbazia benedettina. Questo affresco rappresenta una sintesi della sua cifra stilistica e della sua personalità. Quello che maggiormente colpisce è la plasticità dei corpi in cui il volume viene reso attraverso la padronanza del chiaroscuro e in cui emergono le grandi capacità del maestro che probabilmente fu anche scultore. Il grande murale rappresenta un emblematico Calvario in cui, se nella parte superiore quello che appare è una scena intensa e spirituale con la figura di Dio padre nella mandola, la scena inferiore si presenta drammatica e terrena. La scena della Crocifissione è esaltata dalla figura centrale del Cristo e dalla distanza fra i vari personaggi in cui l'artista, senza l'ausilio di elementi architettonici e con uno sfondo monocromatico, riesce a conferire un’incredibile profondità di campo. Tutta la scena è comunque intrisa di grande patetismo che viene accentuato dalle fisionomie aspre e realisticamente popolari, dalla potente espressività dei gesti, come quello della Maddalena aggrappata alla croce o della Vergine svenuta, sorretta dalle pie donne, i cui panneggi spigolosi sembrano diventare un tutt'uno con il paesaggio petroso. La raffinatissima iscrizione lapidaria dello zoccolo ha fatto addirittura ipotizzare che si trattasse anche di un miniatore, considerando la fine esecuzione e l’eleganza dei caratteri. Il pittore lascia nella Crocifissione notizia del suo committente, un certo abate P., al quale le ricerche di archivio hanno dato un nome, Pietro di Bartoluccio da Serradica. In realtà anche per il pittore si è ipotizzata l'identificazione, con un certo Bartoluccio, amministratore della confraternita di Santa Maria del Mercato.
L'altro affresco proveniente sempre da San Biagio in Caprile è composto nella parte superiore da un'Annunciazione con le figure dell'Arcangelo Gabriele e della Vergine, ai lati di una finestra, mentre nel registro inferiore ci sono raffigurate la Flagellazione ed una Madonna in trono purtroppo fortemente danneggiate. Nell'intradosso ci sono i ritratti dei santi Pietro e Paolo figurati in due quadrilobi e i Ss. Biagio e Benedetto rappresentati a figura intera. Ciò che emerge da questi frammenti è la grande padronanza espressiva con cui vengono definiti i personaggi, estremamente reali e tangibili come la figura di San Benedetto, il cui ritratto ci racconta un uomo ancora giovane ma segnato dal sole e dalla vita eremitica.
Attualmente la Crocifissione e la nicchia con le scene dell'Annunciazione e della Flagellazione, sono conservati e visibili presso la Pinacoteca civica “Bruno Molajoli” di Fabriano.